# プリンセスやすこ
プリンセスやすこ（ぷりんせすやすこ、1949年12月26日 - ）は、日本の歌手。大阪府在住。

## 略歴
高校卒業後、親のコネで地元企業に就職するも早々に退社。その後、資格を取得し東レに再就職。出向等の辛酸を舐めながらも定年まで勤め上げる。定年退職後、自分へのご褒美としてコンサートを開催、それをきっかけに芸能活動をスタート（最初は、太田安子）、
大阪府を拠点に「日本最高齢地下アイドル」を自称する。退職金の2000万円をアイドル活動に使い果たし、現在は年金にまで手を付けているとか。
アイドル以外でも、作詞家、カメラマン、ヘアーメイクアーティストの活動を行い、2017年には、M-1グランプリにアマチュアで出場する。

## 作品
レーベル：Voice Master Records 

## 出演

### バラエティ
- バズル（2015年2月10日 - 4月、J:COM）（レギュラー出演）[4][注釈 9]
- 関根勤とみうらじゅん（2017年2月24日、メ～テレ、AbemaTV） [5]

### その他のテレビ番組
- 濃厚凝縮ドキュメント 五分館（2017年6月11日、テレビ朝日）[注釈 10]

### ネット配信
- おちゅーんLIVE!（2015年5月16日 - ）（YouTube Live、ニコニコ生放送）（準レギュラー）[6]